# Italo Svevo
Italo Svevo (Trieste, actual Italia, 19 de diciembre de 1861 - Motta di Livenza, 13 de septiembre de 1928) es el pseudónimo de Aron Hector Schmitz, o simplemente Ettore Schmitz, un importante escritor italiano.

## Biografía

### Infancia y juventud
Nacido en Trieste, su padre Franz Schmitz (1829-1892), era un comerciante austriaco germanohablante de ascendencia judía, mientras que su madre Allegra Moravia (1832-1895), también judía, era de habla italiana. Después de asistir a la escuela básica en su ciudad natal, en 1873 es enviado a Segnitz-am-Main, en Baviera (Alemania), para perfeccionar su alemán, idioma considerado indispensable en el mundo de los negocios. Es en este periodo en el que se acerca a los clásicos, leyendo sobre todo a Jean Paul, Shakespeare y Turguéniev. Durante los cinco años que permaneció allí, le acompañó su hermano mayor, Adolfo; los dos últimos años se les unió el hermano pequeño, Elio, el cual escribió un interesante diario que constituye una fuente importante para el conocimiento psicológico del autor.
En 1878 vuelve a Trieste, donde asiste al Instituto Superior de Comercio Pasquale Revoltella, pero después de tan sólo dos años el fracaso de la cristalería del padre le obliga a dejar los estudios y a trabajar en la filial en Trieste de la Unión Banquera de Viena, donde permanecería hasta 1899 como encargado de la correspondencia en alemán y francés.

### El interés por la literatura
A pesar de ello no deja de ampliar sus conocimientos literarios y frecuenta asiduamente la biblioteca pública donde, al mismo tiempo que lee a los clásicos italianos y franceses, se acerca a la literatura psiconalítica. Comienza al mismo tiempo su colaboración con el periódico triestino El Independiente, de tendencia liberal-nacional, en el que escribe con el pseudónimo de E. Samegli artículos y reseñas sobre los más variados argumentos. Aparece en este periodo su obra teatral Ariosto gobernador, así como su narración El asesino de la calle Belpoggio, la cual se publica en dicho periódico en 1890. Como Svevo tenía el italiano como segunda lengua, según algunos críticos la escribía mal, aunque muchos otros han puntualizado que lo suyo no es un mal italiano, sino más bien la versión particular del lenguaje toscano en boca de un triestino.

### Primeras novelas
En 1892 muere su padre y en el mismo año el editor Vram publica, a expensas del autor, su primera novela, a la cual titula Una vida, y en la cual utiliza por primera vez el pseudónimo de Italo Svevo, con el cual intentaba conciliar sus dos orígenes culturales, el alemán y el italiano.
En 1896 se convierte al catolicismo y se casa con su prima Livia Veneziani (la cual escribiría La vida de mi marido), e inicia su colaboración con el periódico triestino Il Piccolo. En 1898 se publica por entregas en El Independiente su segunda novela, Senilitá, la cual será publicada posteriormente en el mismo año a costa del autor, pero sin obtener ningún éxito. En 1897 nace su hija Letizia.

### La vuelta al trabajo
Desilusionado por su fracaso literario decide dedicarse exclusivamente al comercio y se convierte en el encargado del negocio de tintes Veneziani, el cual pertenece a su suegro Gioacchino. Por motivos del negocio debe realizar varios viajes al extranjero entre 1899 y 1912. Aunque durante esa época parece haber olvidado por completo su pasión literaria, en realidad continua escribiendo, siendo de este periodo sus obras Un marido, Las aventuras de María y una decena de narraciones más.

### El interés por las teorías de Freud
A consecuencia de las sesiones psicoanalíticas a las cuales se somete su cuñado Bruno Veneziani en Viena con el doctor Freud, Svevo comienza a interesarse en el psicoanálisis. En 1907 conoce a James Joyce, que se encontraba exiliado en Trieste y ejercía de profesor de inglés en la academia Bertliz, donde estudiaba Stevo. A consecuencia de este encuentro surge no sólo una profunda amistad sino una interesante colaboración literaria.

### La guerra y el retorno a la literatura
En 1915, tras el estallido de la guerra, la familia abandona Trieste mientras que Svevo se queda para dirigir el negocio, que de todas formas será cerrado pocos años después. Sin trabajo, retoma sus estudios literarios y se interesa por los autores ingleses, así como por los métodos terapéuticos de Freud del cual, en colaboración con Aurelio Finzi, un sobrino suyo médico traduce La interpretación de los sueños.
En 1919 comienza su tercera novela, La conciencia de Zeno, que será publicada en 1923 por el editor Cappelli en Bolonia. En esta obra se muestra su interés por las teorías psicoanalíticas; está escrita como si fueran las memorias que su protagonista escribe a causa de la insistencia de su siquiatra.
Si bien la obra no mereció en principio ninguna atención ni por el público ni por la crítica italiana, James Joyce la lee y la aprecia, así que ayuda a Svevo a traducirla al francés y le aconseja que, tras publicarla en París, la envíe a los críticos franceses V. Larbaud y B. Cremieux. Tras el interés que la obra despierta en Francia, estos dos críticos literarios dedicarán elogiosamente en 1926 a ella y a sus otras dos novelas la mayor parte del fascículo de la revista Le navire d'argent. Mientras tanto algo se mueve también en Italia, apareciendo en 1925 en la revista milanesa L'esame una crítica de Eugenio Montale titulada Homenaje a Italo Svevo.
Svevo mientras tanto trabaja en una serie de cuentos y en una cuarta novela, El vejestorio o Las confesiones de un anciano, cuando, tras ser atropellado por un automóvil cerca de Motta di Livenza (provincia de Treviso), pierde la vida en septiembre de 1928. Sus últimas obras y esbozos se publican póstumamente.

## Intereses literarios
En Svevo confluyen filones de pensamiento contradictorios y difícilmente reconciliables: por un lado el positivismo, las lecciones de Darwin y el marxismo; por otro el pensamiento negativo y antipositivista de Schopenhauer, de Nietzsche y de Freud. Pero estos puntos contradictorios son asimilados por Svevo de una manera original y coherente: el escritor triestino asume de los diversos pensadores los elementos críticos y los instrumentos analíticos y constructivos más que la ideología. En el plano estilístico expresivo Svevo se inspiraba en la novela psicológica cuyo tema principal es la exploración del inconsciente, es decir, de la parte más profunda del pensamiento humano caracterizado, sobre todo, por un minucioso análisis interior de los personajes, de sus emociones y de sus estados de ánimo. Svevo sigue también la técnica del monólogo interior y del flujo de conciencia que lleva  un texto con una continua alternancia del plano temporal (presente y pasado).

## La conciencia de Zeno
Svevo en esta novela no mira más allá de los confines de Trieste, tal y como ocurre en las primeras obras de su amigo Joyce, el cual nunca abandonó Dublín en los últimos años de Irlanda como colonia británica. Svevo muestra en ella una aguda y sardónica visión de Trieste y de su héroe, Zeno Cosini, un mediocre hombre de negocios que engaña a su mujer y miente a su psiquiatra mientras intenta explicarse a sí mismo revisando sus memorias.
El protagonista Zeno utiliza el psicoanálisis, dice, para descubrir el porqué de su adicción al tabaco. Tal y como revela en sus memorias, cada vez que ha dejado de fumar lo ha hecho con la férrea decisión de que ese sería su último cigarrillo, sintiendo con ello la estimulante sensación de que su vida comienza de nuevo sin el lastre de sus viejos hábitos y errores. Esta sensación, sin embargo, es tan fuerte y agradable que le impulsa a fumar de nuevo, aunque sólo sea para sentirla una vez más al volver a dejar de fumar.
Svevo también fumó durante toda su vida. Paradójicamente, mientras en su lecho de muerte intentaba reponerse de las mortales heridas sufridas tras ser atropellado por un coche al ir a cruzar la calle, Svevo solía pedir un cigarrillo a sus visitantes intentando convencerles de que ese sería realmente su último cigarrillo, mas su petición no fue atendida.

## Obras
- 1877: El advenimiento de los recuerdos (L'avvenire dei ricordi).
- 1880: 
  - Ariosto Gobernador (Ariosto Governatore)
  - El primer amor (Il primo amore).
  - El rey ha muerto. ¡Viva el rey! (Le roi est mort, vive le roi!).
  - Los dos poetas (I due poeti).
- 1881: 
  - Defecto moderno (Difetto moderno).
  - Historia de mis trabajos (La storia dei miei lavori).
  - La gente superior (I tre caratteri, titulado posteriormente La gente superiore).
- 1890: El asesino de la calle Belpoggio (L'assassinio di via Belpoggio), primer texto destacable.
- 1892: Una vida (Una vita).
- 1898: Senectud (Senilitá).
- 1923: La conciencia de Zeno (La coscienza di Zeno).
- 1926: 
  - La madre (La madre).
  - Una burla conseguida (Una burla riuscita).
  - Vino generoso (Vino generoso).
  - La historia del buen viejo y la bella muchacha (La novella del buon vecchio e della bella fanciulla).
- 1927: Terceto despedazado (Terzetto Spezzato).

Póstumamente se publicó, incompleto, El vejestorio (Il vecchione).

## Traducciones
- Las versiones españolas de Svevo se iniciaron en Buenos Aires con "La última llama" (Senilità), Ediciones AGEPE, 1954, traducción de Fausto Luxich. Luego Barcelona (Seix-Barral, 1956; Plaza & Janés, 1965). La difusión de su obra principal tuvo lugar con La conciencia de Zeno'. Santiago Rueda Editor publicó en 1953 una notabilísima traducción con el título de “La conciencia del señor Zeno”, debida a Attilio Dabini; un italiano afincado en la Argentina. Posteriormente (Barcelona, Seix-Barral, 1969, tr. J. M. Velloso; Bruguera, 1981, tr. C. Manzano); los relatos de Corto viaje sentimental (Madrid, Alianza, 1970 y 2008, tr. C. Martín-Gaite); su primera novela, Una vida (Barcelona, Barral, 1977, tr. F. Perujo); la segunda, Senilidad (Barcelona, Del Cotal, 1982, tr. F. J. Alcántara; Madrid, Gadir Editorial, 2008, tr. C. Manzano) o con título Senectud (Barcelona, Bruguera, 1982, tr. C. Martín-Gaite). Luego, tras cierto olvido, hubo traducciones al catalán y al euskera de sus obras; y hay que añadir los Escritos sobre Joyce (Barcelona, Península, 1990, tr. M. Cohen).

- Desde 2001 ha renacido. Se han recuperado Senectud (Barcelona, Acantilado, 2001 y 2006), Una vida (Madrid, Joseph K., 2003), y La conciencia de Zeno (Barcelona, Lumen, 2001; Madrid, Gadir, 2007, traducida y revisada por Carlos Manzano; o con nueva versión en Gredos, 2004, tr. M. Rodríguez Fierro). Además han aparecido: Del placer y del vicio de fumar (Barcelona, Parsifal, 2000, tr. M. Gallart); La historia del buen viejo y la bella muchacha (Barcelona, Acantilado, 2004, tr. M. Corral; con otra versión en Montesinos, 2004) y el Diario para la prometida (Madrid, Funambulista, 2007, tr. M. Lacruz). Luego apareció otra versión de cuatro cuentos Vino generoso y otros relatos (Madrid, Pasos Perdidos, 2015, tr. L. Juanatey y F. Peretto).

- Pero destacan en el siglo XXI Todos los relatos (Madrid, Gadir Editorial, 2006; tr. C. Manzano); más Fábulas (Madrid, Gadir Editorial, 2008; tr. C. Manzano). Y un libro independiente de éste, con relatos, documentos autobiográficos y ensayos desconocidos: El descontento (Valladolid, cuatro.ediciones, 2008; tr. L. Juanatey).